# スタンド・バイ・ユア・サイド
「スタンド・バイ・ユア・サイド」（英: Stand by Your Side＝あなたのそばにいる）はセリーヌ・ディオンのアルバム『ワン・ハート』からの4枚目のシングルである。2003年9月29日にアメリカ国内のみでラジオシングルとしてリリースされた。
作詞・作曲・プロデュースはマーク・テイラーとシェールのスマッシュヒット曲「ビリーヴ」を書いたポール・バリー。
この曲のミュージック・ビデオは制作されていない。
シングルはアメリカ・ホット・アダルト・コンテンポラリー・トラックで17位に達した。

## 収録曲
アメリカ版プロモーションCDシングル
1. 「スタンド・バイ・ユア・サイド」 – 3:33

## チャート
| チャート (2003年)                                                  | 最高位 |
| ------------------------------------------------------------------ | ------ |
| アメリカ・ビルボード・ホット・アダルト・コンテンポラリー・トラック | 17     |